# Pierre Thuot
Pierre Joseph Thuot (Groton, 19 mei 1955) is een voormalig Amerikaans ruimtevaarder. Thuot zijn eerste ruimtevlucht was STS-36 met de spaceshuttle Atlantis en vond plaats op 28 februari 1990. Tijdens de missie werd een spionagesatelliet in een baan rond de aarde gebracht.
Thuot maakte deel uit van NASA Astronaut Group 11. Deze groep van 13 astronauten begon hun training in juni 1985 en werden in juli 1986 astronaut. In totaal heeft Thuot drie ruimtevluchten op zijn naam staan. Tijdens zijn missies maakte hij in totaal drie ruimtewandelingen. In 1995 verliet hij NASA en ging hij als astronaut met pensioen. In 1998 ging hij aan de slag bij Orbital Sciences Corporation.